# Герб Алдана
Герб муниципального образования городское поселение «город Алда́н» в Алданском районе Республики Саха (Якутия) Российской Федерации.
Герб утверждён решением городского Совета Алдана в 1984 году.
Герб подлежит внесению в Государственный геральдический регистр Российской Федерации.

## Описание
Щит разделён по-горизонтали синим волнистым поясом, вверху на красном поле три стилизованные золотые сопки и Луна в виде рассечённого на синий справа и золотой слева полушария безанта (шара); внизу на зелёном поле древний якутский наскальный рисунок золотого цвета».

## История
31 января 1775 года согласно законоположению «О новом разделении Иркутской губернии на провинции, воеводства и комиссарства» в составе Иркутской губернии была образована Якутская провинция. В её состав вошли несколько воеводств, в том числе Алданское воеводство.
13 марта 1777 года (по старому стилю) императрица Екатерина II вместе с другими гербами городов Иркутского наместничества утвердила герб города «на реке Алдан» (город на тот период не имел названия) (ПСЗРИ, 1777, Закон № 14598)..
Подлинное описание герба гласило:
Въ серебряномъ полѣ протекающая по срединѣ щита голубая извитая полоса, показующая самую ту рѣку, по которой сіе Правительство наименовано и учреждено.
Герб города «на реке Алдан» был составлен герольдмейстером князем М. М. Щербатовым.
14 марта 1784 года Якутская провинция была преобразована в Якутскую область с пятью уездами (Алданский уезд не создавался).
26 октября 1790 года был Высочайше утверждён герб уездного города Олекминска (повторно переутверждён в 1985 и 2005 годах), который практически полностью повторял герб Алданской слободы и имел следующее описание: «В серебряном поле протекающая река».
Почему герольдмейстеры выбрали для Олекминска герб, аналогичный Алданской слободы не известно. Возможно, это связано с тем, что герб Алданской слободы Якутской области был просто передан новому уездному городу Олекминску, близко расположенному от Алданской (Усть-Майской) слободы.
В 1991—1993 годах предприятием «Якуталмаз» была выпущена сувенирная серия значков с изображением геральдических символов городов и поселков Якутской области. Эмблемы имели одинаковую для всех знаков верхнюю часть — в голубом поле бегущий северный олень серебряного цвета между двух серебряных снежинок. Щит всех эмблем пересекает пояс красного цвета, в котором расположено название населённого пункта.
С эмблемой Алдана были выпущены два сувенирных значка. На одном из них — была изображена композиция, впоследствии (в 1984 году), ставшая основным символом утверждённого герба Алдана.
На втором значке — в нижней части эмблемы Алдана было изображено: в лазоревом поле идущий по чёрному мосту серебряный поезд, сопровождаемый справа вверху зелёными с серебряными вершинами горами, слева вверху — черно-серебряным рассечённым диском; под мостом слева шиповидная синяя оконечность, на мосту справа серебряные цифры 1992.
В 1984 году по проекту А. М. Кружевский был официально утверждён герб Алдана.
10 февраля 2005 года был утверждён герб Алданского района (улуса). Безант из герба Алдана вошёл в герб района в виде рассечённого на золото и чернь сияющее солнце с золотыми лучами, которое держат передними лапами серебряные медведь и соболь.